# Stekelaalachtigen
De stekelaalachtigen of rugstekelalen vormen een orde (Notacanthiformes) van straalvinnige diepzeevissen, die de vissenfamilies rugstekelalen (Halosauridae) en rugstekelalen (Notacanthidae) omvatten.
Volgens de European Ichthyological Society (EIS) is dit een onderorde (Notacanthoidae) van de orde Gratenvisachtigen (Albuliformes).

## Families
- Halosauridae
- Notacanthidae